# Jungle Rules
Jungle Rules è il secondo album in studio del rapper statunitense French Montana, pubblicato nel 2017.

## Tracce
1. Whiskey Eyes (featuring Chinx) – 4:44
2. Unforgettable (featuring Swae Lee) – 3:53
3. Trippin – 2:56
4. A Lie (featuring The Weeknd & Max B) – 3:56
5. Jump (featuring Travis Scott) – 3:41
6. Hotel Bathroom – 3:51
7. Bring Dem Things (featuring Pharrell) – 3:16
8. Bag (featuring Ziico Niico) – 3:37
9. Migo Montana (featuring Quavo) – 3:38
10. No Pressure (featuring Future) – 3:27
11. Push Up – 3:02
12. Stop It (featuring T.I.) – 3:05
13. Black Out (featuring Young Thug) – 3:38
14. She Workin (featuring Marc E. Bassy) – 3:07
15. Formula (featuring Alkaline) – 3:54
16. Famous – 4:04
17. Too Much – 2:56
18. White Dress – 3:43